# ウルトラマン・ザ・スロット
『ウルトラマン・ザ・スロット』は、2008年12月8日に山佐から発売されたパチスロ機（5号機）。保通協における型式名は「パチスロウルトラマンF」。
『ウルトラマン』のタイアップ機としては5号機初となる。

## 概要
BIG BONUS (BB) とREGULAR BONUS (RB) の2種類のボーナスと、チャンスゾーン「ウルトラ作戦」とART「ウルトラモード」が搭載されている。天井は通常ゲーム978G消化後に設定されている。ボーナス中は3種類のボーナスゲームが用意され、条件を満たすとARTのストックが確保されるチャンスとなる。
同時抽選機能を採用。有効ラインは変則6ラインで同社の『パチスロ戦国無双』の中段一直線を無効にし、上・下段一直線を追加したものである。3枚がけ専用機。ARTは押し順ナビが出るうえ、通常時もフリー打ちでよく、5号機時代の山佐にしては珍しく初心者でも問題なく遊べる仕様となっている。
京楽から版権を借りて製作されたため、演出の一環としてボーナス当選時に「キュイン」となったり、「!!!」マークが使われたりしている。（ただし京楽のマークは○の中に「!!」がデザインされた物である）また、2008年11月22日には六本木ヒルズにて一般向けの試打会イベントが開催された。一般向けのイベントとしては今回が業界初とのこと。イベント参加者先着300人には『ウルトラマン・ザ・スロット』の非売品USB（容量1GB）が配布された。パチスロという18歳以上対象のイベントでありながら、会場には当日話題を聞きつけたウルトラマン好きの親子連れまでが訪れる珍しい光景となった。ステージショーではウルトラマンを始めとし、レッドキング、ゴモラ、ダダ、ゼットン、ピグモンらによる着ぐるみショーが催され、ゲストとして初代ウルトラマンに出演した毒蝮三太夫などの俳優も招かれた。

### BONUS
BIG BONUS
レッドボーナスとブルーボーナスの2種類。
レッドボーナス
払い出し枚数は370枚、平均獲得枚数は約259枚。
ボーナスゲームは主に「目押しタイプ」。逆押しナビが出現時に中段にボーナス絵柄が揃うとナビ獲得。押し順チャレンジはブルーボーナスよりも出現率がかなり低いが正解すればその時点でナビ獲得が確定。
ブルーボーナス
払い出し枚数は360枚、平均獲得枚数は約253枚。
ボーナスゲームは主に「押し順タイプ」。押し順チャレンジ画面が出たゲームで正解ならナビ獲得のチャンス。逆押しナビはレッドボーナスに比べて出現率が低いが中段にボーナス絵柄が揃う確率は1/2と高くなっている。
REGULAR BONUS
ゼットンボーナスの1種類で、払い出し枚数は70枚、獲得枚数は56枚固定。
ボーナスゲームは「バトルタイプ」。ゼットンに勝利すれば大量ナビ獲得のチャンスである。まれにゼットンとの対決ではなく、科学特捜隊メンバーの紹介が流れることがある。この時点でナビ5回以上が確定する。

### ウルトラ作戦
ボーナス終了後、またはART終了後に突入する。ボーナス終了後はスイカ・スイカ・ベル（シングルボーナスの取りこぼし出目）が停止するとRT状態に、ウルトラモード後は即RT状態に突入。ナビが発生した場合、押し順の6択に正解するとART突入リプレイが揃い、ART「ウルトラモード」に突入する。外した場合はRT終了リプレイが揃い、通常ゲームに戻る。ナビを獲得していた場合は獲得しているナビの個数だけ正解の押し順ナビが表示され、その通りに押すだけでARTに突入する。
ナビがない状態でウルトラ作戦中にボーナスを引いてもナビの振り分けは通常時と変わらない。ナビがある状態でのウルトラ作戦中にボーナスを引いた場合はARTのボーナスとしてナビの振り分けが行われる。
またシングルボーナスの取りこぼし目が出現する前にスイカや左第1停止の10枚ベルが揃うと1/3の確率でナビが獲得できる。

### ウルトラモード
40ゲーム1セットのARTで1ゲームにつき約1枚コイン増加が期待できる。押し順ナビが出現した際はその通りに従うだけでベルのW揃いで10枚が獲得できる。また、ミッションが発動した際はそのミッションをクリアすることでナビポイントを上乗せできる。ミッションは130種類以上あり、「特定の小役を何ゲーム以内に揃えろ」「ある押し順ナビを発生させろ」「ある演出を出せ」などがある。特定の小役を出現させるミッションは運の要素が高いが、「演出を出せ」系のミッションはそのミッションが選択された時点で内部的にナビを獲得しているかどうかはすでに決まっている。（成功する場合はほぼ規定ゲームの最後のゲームで成功する）40ゲーム消化でウルトラ作戦（ナビなし、ナビあり両方の可能性がある）またはウルトラモード待機中（ナビあり確定）の画面に移行する。このウルトラモード中にボーナスが成立するとARTは終了するが、その際は必ずナビを最低1個獲得できるため、ボーナス後ART突入が約束される。

### 通常時
- 通常時には高確と低確があり、高確時にボーナスを引き当てた場合、ナビ獲得に期待がもてる。
- 通常時に変則打ちをすると格段にコイン持ちが良くなるが、変則押しをしてベルを10枚で獲得してしまった場合は10ゲーム間高確移行なしなどペナルティを受けるため、メーカーからはガイドブックにてART中とボーナス中以外は左リールを最初に止めることが推奨されている。

## スペック
※解析値
| 設定 | ボーナス合算 | 赤7確率 | 青7確率 | RB確率 | 機械割 |
| ---- | ------------ | ------- | ------- | ------ | ------ |
| 1    | 1/256        | 1/590   | 1/1170  | 1/728  | 96.9%  |
| 2    | 1/251        | 1/1170  | 1/575   | 1/720  | 99.0%  |
| 3    | 1/246        | 1/565   | 1/1130  | 1/712  | 101.3% |
| 4    | 1/241        | 1/1111  | 1/546   | 1/705  | 103.7% |
| 5    | 1/235        | 1/529   | 1/1074  | 1/697  | 106.9% |
| 6    | 1/228        | 1/1057  | 1/504   | 1/690  | 110.1% |

### ボーナス抽選
※解析値
| 設定 | 単独赤7 | 単独青7 | 単独RB  | スイカ+ボーナス | リプレイ+ボーナス | 10枚ベル+ボーナス |
| ---- | ------- | ------- | ------- | --------------- | ----------------- | ----------------- |
| 1    | 1/32768 | 1/32768 | 1/32768 | 1/434           | 1/799             | 1/3855            |
| 2    | 1/32768 | 1/32768 | 1/32768 | 1/423           | 1/790             | 1/3855            |
| 3    | 1/32768 | 1/32768 | 1/32768 | 1/412           | 1/780             | 1/3855            |
| 4    | 1/32768 | 1/32768 | 1/32768 | 1/402           | 1/762             | 1/3855            |
| 5    | 1/32768 | 1/32768 | 1/32768 | 1/392           | 1/736             | 1/3855            |
| 6    | 1/32768 | 1/32768 | 1/32768 | 1/383           | 1/705             | 1/3855            |